# Индо-малайские лягушкороты
Индо-малайские лягушкороты, или лягушкороты (лат. Batrachostomus) — род птиц семейства лягушкоротов.
Птицы средних размеров с очень большим разрезом рта. Основу питания составляют насекомые, мелкие птицы, мыши, лягушки. Распространены в Южной Азии до Гималаев и южных районов Китая на севере ареала.

## Классификация
Род включает 12 видов:
- Batrachostomus affinis — Малайский лягушкорот
- Batrachostomus auritus — Ушастый лягушкорот
- Batrachostomus chaseni
- Batrachostomus cornutus
- Batrachostomus harterti — Лягушкорот Хартерта
- Batrachostomus hodgsoni — Длиннохвостый лягушкорот, или северный лягушкорот
- Batrachostomus mixtus
- Batrachostomus javensis — Яванский лягушкорот
- Batrachostomus moniliger — Цейлонский лягушкорот
- Batrachostomus poliolophus — Сероголовый лягушкорот
- Batrachostomus septimus — Филиппинский лягушкорот
- Batrachostomus stellatus — Чешуйчатый лягушкорот